# Avassaladoras
Avassaladoras é um filme brasileiro de 2002, do gênero comédia romântica, dirigido por Mara Mourão.

## Sinopse
Laura, Paula, Betty e Tereza são quatro melhores amigas que já passaram dos 30 anos, bonitas e bem sucedidas, mas que não conseguem manter um relacionamento com alguém há anos. Mulheres avassaladoras para seu próprio bem ou mal. 

## Elenco
- Giovanna Antonelli como Laura Bragança
- Paula Cohen como Elizabeth Gusmão (Betty)
- Ingrid Guimarães como Paula Ferris
- Chris Nicklas como Tereza Roma
- Reynaldo Gianecchini como Thiago Carvalho
- Caco Ciocler como Miguel Achid
- Rosi Campos como Lúcia
- Anderson Müller como Tulio
- Cristina Prochaska como Vera
- Márcia Real como Maria Alice
- Wellington Nogueira como Marcel
- Marília Gabriela como Débora
- Renata Castro Barbosa como Tania
- Paula Cohen como Betty
- Heloísa Périssé como Recepcionista Honeymoon
- Daniele Suzuki como Namorada de Thiago
- Carlos Careqa como Farmacêutico
- Marcelo Saback como Claudio
- Theodoro Cochrane como Pedro Achid
- Marcio Azevedo como Jair
- Nicolas Trevijano como Argentino

## Prêmios e indicações
Festival de Cinema Brasileiro de Miami (Miami Brazilian Film Festival, EUA)
- Venceu na categoria de Melhor Atriz (Giovanna Antonelli), Melhor Edição e Melhor Direção de Arte[carece de fontes?]